# 艾提尕尔清真寺
艾提尕尔清真寺（維吾爾語：ھېيتگاھ مەسچىتى‎，拉丁维文：‎）位于中國新疆维吾尔自治区喀什地区喀什市，是新疆最大的清真寺，也是中亚最有影响力的三大清真寺之一，始建于明代。
“艾提尕尔”意思是“节日的礼拜场所”，全寺总面积16800平方米，坐西朝东，南北长140米，东西宽120米，有礼拜堂和教经堂，大门是用黄砖砌成，石膏勾缝，高4.7米，宽4.3米，有一个高17米的门楼，以浅绿色为主色，布满精细刻花，门楼后面有一个大穹顶，顶端也有一个尖塔。门楼的两旁各有一个18米高的宣礼塔，但不对称，塔顶有新月装饰。大门后面是一个巨大的庭院，院内南北墙边各有一排共36间教经堂，供阿訇讲经之用；寺院西部高台上是礼拜，由内殿和外殿组成，顶部由158根浅蓝色的立柱托着，呈方格状，顶棚上和木柱的四角，都是精美的木雕和彩绘的藻井图案。主殿内正中墙上有一壁龛，内有轿式宝座。  
这里原是征服中亚的阿拉伯大将屈底波·伊本·穆斯林留下的伊斯兰教传教士的墓地，公元1442年，喀什噶尔王沙克色孜·米尔扎首先在这里建立了一所清真寺，1538年，喀什统治者吾布力·阿迪拜克为了纪念他已故的叔父，又将寺院扩建，16世纪，叶尔羌汗国君主将其扩建为能够做主麻日礼拜的大清真寺，1798年英吉沙维吾尔族女穆斯林古丽热娜在前往巴基斯坦的途中病故于喀什噶尔，人们用她遗留的旅费扩建了清真寺，并取名“艾提尕尔”。后由一位维吾尔族女富翁卓力皮亚汗捐资扩建，并购置600亩田产作为寺产。1873年改擴建後形成現有規模。
目前这里已经成为全新疆穆斯林聚礼处，每天到这里礼拜的人达到2-3千人，星期五主麻日下午男穆斯林的礼拜人数达到6-7千人。古尔邦节时，全疆各地都有穆斯林前来礼拜，通宵达旦地狂欢。

## 著名教职人员
- 居玛·塔伊尔